# Coenochilus nitidus
Coenochilus nitidus är en skalbaggsart som beskrevs av Gilbert John Arrow 1910. Coenochilus nitidus ingår i släktet Coenochilus och familjen Cetoniidae. Inga underarter finns listade i Catalogue of Life.